# Kastriot Dermaku
Kastriot Luan Dermaku (ur. 15 stycznia 1992 w Scandiano) – włoski piłkarz pochodzenia kosowsko-albańskiego, w latach 2013 roku członek albańskiej reprezentacji U-21, a w latach 2018–2022 reprezentant Albanii. Był kapitanem klubu Empoli FC.